# Diamond Jackson
Diamond Jackson, pseudonimo di Mela Dalton (Miami, 6 luglio 1966), è un'attrice pornografica statunitense.

## Biografia
Amante dello sport e della ginnastica, al liceo è stata una cheerleader. Si è laureata all'Università di Denver in Tecnologia della medicina dello sport.
Inizialmente ha lavorato come modella e solo in un secondo momento come camgirl. Nel 2007, a 41 anni, è entrata nell'industria cinematografica pornografica e si è affermata come una delle attrici MILF più importanti e note nel settore. Il suo nome d'arte è ispirato ad una spogliarellista del film The Players Club.
Con oltre 160 scene ha collaborato con le più importanti case di produzione quali Brazzers, Elegant Angel, Girlfriends Film o Evasive Angles, Jules Jordan, Naughty America, Bang Bros e Reality Kings.

## Filmografia
- Crotch Rocket (2007)
- I Fucked Your Wife Again (2007)
- MILF School 4 (2007)
- My Neighbor's Sex Tapes 1 (2007)
- Babys Mommas 3 (2008)
- Big Tits Boss 3 (2008)
- Black Mommas (2008)
- Black Reign 14 (2008)
- Chocolate MILF 4 (2008)
- Close Call, Round 2 (2008)
- Dirty Rotten Mother Fuckers 2 (2008)
- Just Right (2008)
- Kiss The Cook (2008)
- Latte Boobs (2008)
- MILF Chocolate 3 (2008)
- Mini Van Moms 11 (2008)
- My Friend's Hot Mom 3374 (2008)
- My Girlfriend Squirts 10 (2008)
- Naughty America 3316 (2008)
- Round and Brown 7 (2008)
- Seduced By A Cougar 3210 (2008)
- Cum Bang: Diamond Jackson (2009)
- Extreme Asses 6 (2009)
- MILF Magnet 4 (2009)
- My Baby Got Back 45 (2009)
- Angel on My Shoulder (2010)
- Black Seductions (2010)
- Bra Tug Of War (2010)
- Can't Be Chappelle's Show: A XXX Parody (2010)
- Companion (2010)
- Dr. Jamie... Ronnie's Cure (2010)
- Horny Black Mothers and Daughters 8 (2010)
- Lesbian House Hunters 4 (2010)
- MILF's Tale 1 (2010)
- My Friend's Hot Mom 21 (2010)
- My Friend's Hot Mom 7339 (2010)
- Touchy Feely (2010)
- Used Cars for MILF Boobs (2010)
- Can't Be Sanford and Son (2011)
- Cum Bang 7 (2011)
- Lesbian Triangles 22 (2011)
- Lesbian Triangles 23 (2011)
- Mommy Got Boobs 11 (2011)
- My Black MILF Neighbor 3 (2011)
- My First Sex Teacher 13131 (2011)
- My Friend's Hot Mom 12077 (2011)
- My Friend's Hot Mom 25 (2011)
- Seduced By A Cougar 12959 (2011)
- Seduction of Innocence: Kari Loves Both Sisters 1 (2011)
- Super Anal Black Cougars (2011)
- Fuckus Group (2012)
- Lesbian Triangles 26 (2012)
- MILFs Like It Big 13 (2012)
- Millionaire Squirter (2012)
- Miss Titness America (2012)
- One Ride Two Brides (2012)
- Seduced by a Cougar 22 (2012)
- Tightest Tutor In Town (2012)
- To Prank A Skank (2012)
- Big Tits at Work 19 (2013)
- Corporal Pleasurement (2013)
- Fuck Forgive and Forget (2013)
- Give Me Your Breast Offer (2013)
- Horny Black Mothers 14 (2013)
- Last Chance at Lust (2013)
- One Part Keiran Two Parts Tits (2013)
- Rub Down Diamond (2013)
- She's Gonna Squirt 3 (2013)
- Best in Black: Mothers (2014)
- Diamond Is a Cock's Best Friend (2014)
- Gimme That Dick (2014)
- Gimme That Dick (2014)
- Lesbian Sex 11 (2014)
- Mom Catches the Babysitter (2014)
- My First Sex Teacher 18655 (2014)
- My Friend's Hot Mom 18441 (2014)
- My Friend's Hot Mom 18851 (2014)
- My Sister-in-Law Is a Whore (2014)
- Office 4-Play 7: Ebony Babes (2014)
- Seduced By A Cougar 18495 (2014)
- Squirt Off 2014 (2014)
- Tonight's Girlfriend 18407 (2014)
- WereMILF (2014)
- Aching for Anal (2015)
- American Daydreams 16 (2015)
- American Daydreams 19909 (2015)
- Anal Creampie in POV (2015)
- Busted and Busty (2015)
- Diamond Jackson Gets Plastered with Cum (2015)
- Diamond Jackson Is A Dick Crazy MILF (2015)
- Housewife 1 On 1 20267 (2015)
- I Have A Wife 19963 (2015)
- Keiran Lee's 1000th: This Is Your ZZ Life (2015)
- Lanza Chorros Millonaria (2015)
- My First Sex Teacher 19927 (2015)
- My Friend's Hot Mom 19773 (2015)
- My Friend's Hot Mom 20031 (2015)
- Naughty Interracial 1 (2015)
- Naughty Office 20303 (2015)
- Neighbor Affair 20211 (2015)
- Oily Office (2015)
- Placer Corporal (2015)
- Prison Warden Picks A Plaything (2015)
- Seduced By A Cougar 19847 (2015)
- She's Gonna Squirt 7 (2015)
- Slutty Wife Happy Life (2015)
- Tonight's Girlfriend 20105 (2015)
- Wives on Vacation 20247 (2015)
- Brown Bunnies 17 (2016)
- Busting on Diamond (2016)
- Diamond Is Your Boss (2016)
- Game Set Match Pussy (2016)
- Housewife 1 on 1 42 (2016)
- Mom's Twist of Date (2016)
- Moms in Control 3 (2016)
- My First Sex Teacher 48 (2016)
- My Friend's Hot Mom 21657 (2016)
- My Friend's Hot Mom 21819 (2016)
- My Wife's Hot Friend 21535 (2016)
- Seduced By A Cougar 21381 (2016)
- Tonight's Girlfriend 55 (2016)
- Work Hard Fuck Harder (2016)
- Cougar Sightings 2 (2017)
- I Have A Wife 22201 (2017)
- My First Sex Teacher 22267 (2017)
- My First Sex Teacher 22569 (2017)
- My First Sex Teacher 53 (2017)
- My Friend's Hot Mom 22503 (2017)
- My Friend's Hot Mom 22573 (2017)
- My White Stepdad (2017)
- RK Prime 5 (2017)
- Rubbing Down a Horny Slut (2017)
- Seduced By A Cougar 22775 (2017)
- Seduced by a Cougar 45 (2017)
- Undercover Step-Mother (2017)
- Young Juan Takes on a Brickhouse (2017)
- Brazzers Goes Black 2: The MILF Edition (2018)
- Brazzers Porn School (2018)
- Cougar Sightings 3 (2018)
- Diamond Jackson Protects Her Home (2018)
- Eye on the Infield (2018)
- Moms In Control 10 (2018)
- My First Sex Teacher 59 (2018)
- My First Sex Teacher 60 (2018)
- Replacement 2 (2018)
- Seduced By A Cougar 50 (2018)
- Seduced By A Cougar 53 (2018)
- Sucked By The Soccer Milf (2018)
- You May Now Peg the Bride (2018)
- Brazzers Goes Black 3 (2019)
- Pot of Golden Dildos (2019)
- Seduced by a Cougar 25304 (2019)
- Best of Brazzers: Back To School (2020)
- Best Of Brazzers: Soaking Wet (2020)
- Moms in Control 14 (2020)
- My Friend's Hot Mom 82 (2020)
- My Friend's Hot Mom 83 (2020)
- Naughty America 26329 (2020)
- Naughty Office 67 (2020)
- Hot and Mean 26 (2021)
- My Friend's Hot Mom 26391 (2021)
- My Friend's Hot Mom 92 (2021)
- My Friend's Hot Mom 98 (2021)

## Riconoscimenti
- AVN Awards
  - 2020 – Candidatura per Hottest Milf (Fan Award)
  - 2021 – Candidatura per Hottest Milf (Fan Award)

- Pornhub Awards
  - 2018 – Candidatura per Top MILF Performer[4]
  - 2018 – Candidatura per Most Popular Female Pornstar[4]
  - 2019 – Candidatura per Highly Experienced (Top MILF Performer)[5]
  - 2020 – Candidatura per Highly Experienced (Top MILF Performer)[6]

- XCritic Awards
  - 2018 – Candidatura per Lifetime Achievement Award[7]
  - 2020 – Candidatura per Lifetime Achievement Award[8]

- The Fannys Award
  - 2014 – Candidatura per Ethnic Performer of the Year

- Urban X Awards
  - 2012 – Candidatura per MILF Performer of the Year